# Boën-sur-Lignon
Boën-sur-Lignon, do 1. avgusta 2012 Boën, je naselje in občina v jugovzhodnem francoskem departmaju Loire regije Rona-Alpe. Leta 2011 je naselje imelo 3.197 prebivalcev.

## Geografija
Kraj leži v pokrajini Forez ob reki Lignon du Forez, 52 km severozahodno od Saint-Étienna.

## Uprava
Boën-sur-Lignon je sedež istoimenskega kantona, v katerega so poleg njegove vključene še občine Ailleux, Arthun, Bussy-Albieux, Cezay, Débats-Rivière-d'Orpra, L'Hôpital-sous-Rochefort, Leigneux, Marcilly-le-Châtel, Marcoux, Montverdun, Pralong, Sainte-Agathe-la-Bouteresse, Saint-Étienne-le-Molard, Sainte-Foy-Saint-Sulpice, Saint-Laurent-Rochefort, Saint-Sixte in Trelins s 13.494 prebivalci (v letu 2011).
Kanton Boën-sur-Lignon je sestavni del okrožja Montbrison.

## Zanimivosti
- cerkev sv. Janeza Krstnika,
- dvorec château de Boën iz 18. stoletja, z muzejem vinarstva.

## Promet
- železniška postaja Gare de Boën ob progi Clermont-Ferrand - Saint-Just-sur-Loire;